# Неваљали Деда Мраз 2
Неваљали Деда Мраз 2 (енгл. Bad Santa 2) америчка је божићна филмска комедија из 2016. године. Режију потписује Марк Вотерс, по сценарију Шоне Крос и Џонија Розентала. Наставак је филма Неваљали Деда Мраз из 2003. године. Главну улогу понавља Били Боб Торнтон, док су у споредним улогама: Тони Кокс, Брет Кели, Кети Бејтс и Кристина Хендрикс.
Приказан је 23. новембра 2016. године у Сједињеним Америчким Државама, односно 1. децембра у Србији. За разлику од првог филма, добио је углавном негативне рецензије критичара и зарадио 24 милиона долара широм света у односу на буџет од 26 милиона долара (мање од трећине зараде првог филма), што га чини комерцијално неуспешним.

## Радња
Подстакнут јефтиним вискијем, похлепом и мржњом, Вили Соук се удружује са својим љутитим малим помоћником, Маркусом, како би на Бадње вече опљачкао добротворну организацију у Чикагу. Њима се придружује буцмасти и весели Терман Мерман, који извлачи Вилијев делић људскости.

## Улоге
| Глумац            | Улога            |
| ----------------- | ---------------- |
| Били Боб Торнтон  | Вили Соук        |
| Кети Бејтс        | Сани Соук        |
| Тони Кокс         | Маркус Скидмор   |
| Кристина Хендрикс | Дајана Хејстингс |
| Брет Кели         | Терман Мерман    |
| Рајан Хансен      | Регент Хејстингс |
| Џени Зигрино      | Џина де Лука     |
| Џеф Сковрон       | Дорфман          |
| Мајк Стар         | срећни Деда Мраз |
| Октејвија Спенсер | Опал             |